# オリンピックのハンドボール競技・メダリスト一覧
オリンピックのハンドボール競技・メダリスト一覧（オリンピックのハンドボールきょうぎ・メダリストいちらん）は、1936年から2020年までのオリンピックハンドボール競技におけるメダリストの一覧である。 

## 男子
| 大会名                | 金 | 銀 | 銅 |
| --------------------- | --- | --- | --- |
| 1936 ベルリン         | ドイツ カール・クロイツベルク アルトゥール・クナウツ Willi Bandholz ハンス・カイター ヴィルヘルム・ブリンクマン ルドルフ・シュタール フリッツ・スペングラー エーリヒ・ヘルマン ギュンター・オルトマン ウィルヘルム・バウマン フリッツ・フロム ハインツ・ケルフェルス ウィルヘルム・ミュラー Georg Dascher Kurt Dossin ヘルマン・ハーゼン エドガー・ラインハルト Hans Thelig ヘルムート・ベルホルト アルフレート・クリングラー Helmut Braselmann ハインリヒ・カイミヒ | オーストリア フリードリヒ・マウラー フランツ・ブルナー Friedrich Wurmböck Siegfried Purner Johann Zehetner Johann Houchka Franz Bistricky Franz Berghammer ヴァルター・ライスプ フェルディナント・キーフラー アントン・ペルヴァイン Alois Schnabel Franz Bartl ヨハン・タウシャー Otto Licha エミール・ユラッカ Leopold Wohrlab Jaroslav Volak アルフレット・シュマルツァー Ludwig Schuberth Josef Kreci Siegfried Polowny | スイス エドゥアルト・シュミット Erland Herkenrath エーリッヒ・シュミット Rolf Fäs マックス・ストライブ Robert Studer ルドルフ・ウィルツ Georg Mischon Ernst Hufschmid Willy Hufschmid Eugen Seiterle マックス・ブロシュ Werner Schuermann Willy Schäfer Willy Gysi Werner Meyer ブルクハルト・ガンテンバイン |
| 1948-1968             | 実施せず | 実施せず | 実施せず |
| 1972 ミュンヘン       | ユーゴスラビア ゾラン・ジヴコヴィッチ アバズ・アルスラナギッチ ミロスラヴ・プリバニッチ ペタル・ファイフリッチ ミロラード・カラリッチ ジョルジェ・ラヴルニッチ スロボダン・ミシュコヴィッチ フルヴォイェ・ホルヴァット ブラニスラヴ・ポクラヤツ ズドラヴコ・ミリャク ミラン・ラザレヴィッチ ネボイシャ・ポポヴィッチ ズデンコ・ゾルコ アルビン・ヴィドヴィッチ | チェコスロバキア フランティシェク・クラーリーク ペテル・ポスピーシル イヴァン・サトラパ ウラディミール・ヤリー イジー・カヴァン アンドレイ・ルコシーク ウラディミール・ハベル インドリフ・クレピンドル ラディスラヴ・ベネシュ ヴィンツェント・ラフコ ヤロスラヴ・コネチニー パヴェル・ミケシュ フランティシェク・ブルーナ ヤロスラヴ・シュカルヴァン アルノシュト・クリムチーク ズデニェク・シュカーラ                     | ルーマニア コルネル・ペヌ Alexandru Dinca Gabriel Kicsid ギツァ・リク Cristian Gatu Roland Guner Radu Voinea Simion Sobel Gheorghe Gruia Werner Stockl ダニエル・マリン アドリアン・コスマ Valentin Samungi Constantin Tudosie シュテファン・ビルタラン |
| 1976 モントリオール   | ソビエト連邦 ミハイル・イシチェンコ Anatoli Fedyukin ウラジーミル・マクシモフ セルゲイ・クシニリュク Vasili Ilyin ウラジーミル・クラブツォフ ユーリ・クリモフ ユーリ・ラグティン アレクサンドル・アンピロゴフ エフゲニー・チェルニショフ ワレリー・ガシー ニコライ・トミン ユーリ・キドヤエフ アレクサンドル・レザノフ | ルーマニア コルネル・ペヌ Gabriel Kicsid Crisian Gatu ギツァ・リク Cezar Draganita Radu Voinea Roland Gunes Alexandru Folker シュテファン・ビルタラン アドリアン・コスマ Constantin Tudosie ニコラエ・ムンテアヌ Werner Stockl Mircea Grabovsci | ポーランド アンジェイ・シムチャク ピョートル・ツィエスラ ズジスワフ・アントチャク ジグフリド・クフタ イェルジ・クレンペル ヤヌシュ・ブジョゾフスキ リシャルト・プジビシュ イェルジ・メルツェル アンジェイ・ソコウォフスキ ヤン・グミレク ヘンリク・ロズミャレク アルフレト・カウジンスキ ヴォジミエシュ・ジェリンスキ ミェチスワフ・ヴォイチャク |
| 1980 モスクワ         | 東ドイツ ジークフリート・フォイクト ギュンター・ドライブロット ペーター・ロスト クラウス・グルナー Hans-Georg Beyer ディートマー・シュミット ハルトムット・クリューゲル Lothar Doering エルンスト・ゲルラッハ フランク＝ミヒャエル・ヴァール インゴルフ・ヴィーゲルト ヴィーラント・シュミット Rainer Höft ハンス＝ゲオルク・ヤウニッヒ | ソビエト連邦 ミハイル・イシチェンコ ビクトル・マホリン セルゲイ・クシニリュク アレクサンドル・カルシャケヴィチ ウラジーミル・クラブツォフ ウラジーミル・ベロフ アナトリー・フェジュキン アレクサンドル・アンピロゴフ エフゲニー・チェルニショフ アレクセイ・ジュク ニコライ・トミン Yuri Kidiaev ウラジーミル・レピエフ ワルデマール・ノビツキー                                                                           | ルーマニア ニコラエ・ムンテアヌ マリアン・ドゥミトル Iosif Boros Maricel Voinea Vasile Stînga Radu Voina Cezar Draganita Cornel Durau シュテファン・ビルタラン Alexandru Fölker Neculai Vasilca Lucian Vasilache アドリアン・コスマ Claudiu Eugen Ionescu |
| 1984 ロサンゼルス     | ユーゴスラビア ズラタン・アルナウトヴィッチ モミル・ルニッチ ヴェセリン・ヴコヴィッチ ミラン・カリナ ヨヴィツァ・エレゾヴィッチ ズドラヴコ・ゾヴコ パヴレ・ユリナ ヴェセリン・ヴヨヴィッチ スロボダン・クズマノヴスキー ミルコ・バシッチ ズドラヴコ・ラジェノヴィッチ ミレ・イサコヴィッチ ドラガン・ムラデノヴィッチ ブランコ・シュトルバツ ロランド・プシュニク | 西ドイツ Andreas Thiel Arnulf Meffle ルディガー・ナイツェル マルティン・シュヴァルブ Dirk Rauin ミヒャエル・パウル トマス・ハッペ エルハルト・ヴンダーリッヒ トマス・スプリンゲル Klaus Woller Jochen Fraatz ウルリッヒ・ロート ミヒャエル・ロート ウーヴェ・シュヴェンカー ジークフリート・ロート | ルーマニア Maricel Voinea ヴァシレ・スティンガ Gheorghe Covaciu Cornel Durau Alexandru Folker Neculai Vasilca アレクサンドル・ブリガン ヴァシレ・オプレア Mircea Bedevan Dumitru Berbece ゲオルゲ・ドラゲスク Adrian Simion ニコラエ・ムンテアヌ マリアン・ドゥミトル Iosif Boros |
| 1988 ソウル           | ソビエト連邦 アンドレイ・ラブロフ Aleksandr Tuchkin アレクサンドル・リマノフ アレクサンドル・カルシャケヴィチ ユーリ・ネステロフ ゲオルギ・スビリデンコ アンドレイ・チュメンツェフ ミハイル・ワシリエフ ビャチェスラフ・アタビン ワルデマール・ノビツキー イーゴリ・チュマク コンスタンティン・シャロバロフ ワレリー・ゴピン | 韓国 Yoon Tae-Il Kim Jae-Hwan Shin Yung-Suk Park Do-Hun Park Young-Dae Koh Suk-Chang Roh Hyun-Suk Oh Young-Ki Choi Suk-Jae Kang Jae-Won Lee Sang-Hyo Lee Jin-Suk Shim Jae-Hong | ユーゴスラビア モミル・ルニッチ ズラトコ・サラチェヴィッチ イズトク・プツ ゴラン・ペルコヴァツ イルファン・スマイラギッチ ズラトコ・ポルトネル ヴェセリン・ヴヨヴィッチ ヨージェフ・ホルペルト ミルコ・バシッチ アルヴァロ・ナチノヴィッチ スロボダン・クズマノヴスキー エルミン・ヴェリッチ ロランド・プシュニク ボリス・ヤラク ムハメド・メミッチ |
| 1992 バルセロナ       | EUN アンドレイ・ラブロフ イゴール・ワシリエフ ユーリ・ガブリコフ アンドレイ・バルバチンスキー セルゲイ・ベベチコ ワレリー・ゴピネ ワシリー・クディノフ タラント・ドゥイシェバエフ ミハイル・ヤキモヴィチ オレグ・グレブネフ オレグ・キセリョフ イゴール・チュマク | スウェーデン Mats Olsson Robert Hedin マグヌス・ヴィスランデル Anders Bäckegren Ola Lindgren Per Carlén Erik Hajas Magnus Cato Axel Sjöblad Robert Andersson Pierre Thorsson Patrik Liljestrand Steffan Olsson Magnus Andersson Tommy Souraniemi Tomas Svensson | フランス Philippe Medard Pascal Mahe Philippe Deburwau Denis Lathoud ドゥニ・トリスタン Gael Monthurel Eric Quintin ジャン＝リュック・ティエボー フィリップ・ガルダン Thierry Perreux ローラン・ミュニエ Frederic Perez Jackson Richardson Stephane Stoecklin Frederic Volle |
| 1996 アトランタ       | クロアチア ヴラディミル・イェルチッチ ゴラン・ペルコヴァツ イルファン・スマイラギッチ ボジダル・ヨヴィッチ アルヴァロ・ナチノヴィッチ ヴラディミル・シュイステル ブルーノ・グデリ ネナード・クルヤイッチ イズトク・プツ ゾラン・ミクリッチ パトリク・チャヴァル バニオ・ロセルト ヴァルネル・フランコヴィッチ スラブコ・ゴルザ ヴァルテル・マトシェヴィッチ ズラトコ・サラチェヴィッチ                                                                               | スウェーデン Tomas Svensson Martin Frändesjö Mats Olsson Robert Hedin マグヌス・ヴィスランデル Tomas Sivertsson Ola Lindgren Per Carlén Erik Hajas Johan Pettersson Stefan Löfgren Robert Andersson Pierre Thorsson Steffan Olsson Magnus Andersson Andreas Larsson | スペイン ハウメ・フォルト・マウリ デメトリオ・ロザノ サルバドール・エスケル ラファエル・ギホサ フェルナンド・エルナンデス ラウル・ゴンサレス イニャキ・ウルダンガリン Jesus Olalla Mateo Garralda タラント・ドゥイシェバエフ ヘスス・フェルナンデス アルベルト・ウルディアレス ホルディ・ヌネス フアン・ペレス ホセ・オンブラドス Aitor Etxaburu |
| 2000 シドニー         | ロシア アンドレイ・ラブロフ ドミトリー・フィリッポフ ビャチェスラフ・ゴルピシン オレグ・ホドコフ エドゥアルド・コクチャロフ ワシリー・クディノフ スタニスラフ・クリンチェンコ ドミトリー・クゼレフ デニス・クリボシリコフ イゴール・ラブロフ セルゲイ・ポゴレロフ パーベル・スコシャン ドミトリー・トルゴワノフ アレクサンドル・トゥツキン レフ・ウォローニン | スウェーデン Magnus Andersson Ola Lindgren Tomas Svensson Pierre Thorsson マグヌス・ヴィスランデル Martin Boquist Martin Frandesjö Mathias Franzen Peter Gentzel Andreas Larsson Stefan Löfgren Ljubomir Vranjes Staffan Olsson Johan Pettersson Thomas Sivertsson | スペイン タラント・ドゥイシェバエフ Mateo Garralda Rafael Guijosa デメトリオ・ロサーノ ホルディ・ヌネス フアン・ペレス イニャキ・ウルダンガリン アルベルト・ウルディアレス ダビド・バルフェット Enric Masip Borras |
| 2004 アテネ           | クロアチア ダヴォール・ドミニコヴィッチ ヴェニオ・ロセルト イヴァノ・バリッチ ヴェドラン・ズルニッチ イゴール・ヴォリ ゴラン・シュプレム デニス・シュポリャリッチ ヴラード・ショラ ペータル・メトリチッチ ヴァルテール・マトシェヴィッチ ブラジェンコ・ラツコヴィッチ ニクシャ・カレブ スラヴコ・ゴルジャ ミルザ・ドジョンバ ドラゴ・ブコビッチ | ドイツ マルクス・バウアー マルク・ドラグンスキー ヘニング・フリッツ パスカル・ヘンス ヤン・オラフ・イメル トルステン・ヤンセン フロリアン・ケールマン シュテファン・クレッシュマー クラウス＝ディーター・ペテルセン クリスチャン・ラモタ クリスチャン・シュワルツァー ダニエル・シュテファン クリスチャン・ツィーツ フォルカー・ツェルベ                                                                                   | ロシア パベル・バシュキン ミハイル・チプリン アレクサンドル・ゴルバチコフ ビャチェスラフ・ゴルピシン ビタリ・イワノフ エドゥアルド・コクチャロフ アレクセイ・コスチゴフ デニス・クリボシュリコフ オレグ・クレショフ アンドレイ・ラブロフ セルゲイ・ポゴレロフ アレクセイ・ラストボルツェフ ドミトリー・トルガバノフ アレクサンドル・ツチキン ワシリー・クジノフ |
| 2008 北京             | フランス リュック・アバロ ジョエル・アバティ セドリック・ビュルデ ディディエ・ディナール ジェローム・フェルナンデス ベルトラン・ジル ギヨーム・ジル オリビエ・ジロー ミカエル・ギグー ニコラ・カラバティク ダウダ・カラブ クリストフ・ケンプ ダニエル・ナルシス ティエリー・オメイエル セドリック・パティ | アイスランド スタラ・アズガーソン アーロン・アトラソン ロギ・ゲイルソン スノリ・グジョンソン フレイダー・グジョンソン ロバート・グンナルソン ビョルグビン・グスタフソン アスガイル・ハルグリムソン インギムンドゥル・インギムンダルソン スヴェレ・ヤコブソン アレクサンダー・ペテルソン グジョン・シグルートセン シグフス・シグルートセン オラフル・ステファンソン                                                         | スペイン ダビド・バルフェット イオン・ベラウステギ ダビド・ダビス アルベルト・エントレリオス ラウル・エントレリオス ルーベン・ガラバヤ フアン・ガルシア ホセ・ ハビエル・オンブラドス デメトリ・ロサノ クリスティアン・マルガグロ カルロス・プリエト アルベルト・ロカス イケル・ロメロ ビクトル・トマス |
| 2012 ロンドン         | フランス ジェローム・フェルナンデス ディディエ・ディナール サビエル・バラシェ ギヨーム・ジル ベルトラン・ジル ダニエル・ナルシス ギヨーム・ジル サムエル・オンルビア ダウダ・カラブ ニコラ・カラバティク ティエリー・オメイエル ウィリアム・アカンブレー リュック・アバロ セドリック・ソルアインド ミカエル・ギグ | スウェーデン マティアス・アンデション マティアス・グスタフソン キム・アンデション ヨナス・カルマン マグヌス・イェルネミル ニクラス・エクベリ ダリボル・ドデル ヨナス・ラーホルム トビアス・カールソン ヨハン・ヤコブソン ヨハン・シェーストランド フレデリック・ペテルセン キム・エクダール・ドゥ・リーツ マティアス・ザクリソン アンドレアス・ニルソン                                                                    | クロアチア ベニオ・ロセルト イバノ・バリッチ ドマゴイ・ドゥブニャク ブラジェンコ・ラツコビッチ マルコ・コプリャル イゴル・ボリ ヤコブ・ゴユン ズラトコ・ホルバト ドラゴ・ブコビッチ ダミル・ビチャニッチ デニス・ブンティッチ ミルコ・アリロビッチ マヌエル・シュトルレク イバン・クピッチ イバン・ニンチェビッチ |
| 2016 リオデジャネイロ | デンマーク ニクラス・ランディン・ヤコブセン マッズ・クリスチャンセン マッズ・メンサー・ラーセン カスパー・ウルリク・モーテンセン イェスパー・ノデスボ ヤニック・グリーン ラッセ・スヴァン・ハンセン レネ・トフト・ハンセン ヘンリク・モルガード カスパー・ソンダーガード ヘンリク・トフト・ハンセン ミケル・ハンセン モーテン・オルセン ミカエル・ダムゴー | フランス オリヴィエ・ニオカス ダニエル・ナルシス ヴァンサン・ジェラール ニコラ・カラバティッチ コンタン・マエ マチュー・グレビル ティエリー・オメイエール ティモテ・ヌグサン リュック・アバロ セドリック・ソランド ミカエル・ギグー ルカ・カラバティッチ ルドヴィック・ファブレガス アドリアン・ディパンダ ヴァランタン・ポルト                                                                                            | ドイツ ウーヴェ・ゲンスハイマー フィン・レムケ パトリック・ヴィンツェック トビアス・ライヒマン ファビアン・ヴィーデ ジルヴィオ・ハイネヴェッター ヘンドリク・ペケラー シュテファン・ヴァインホルト マルティン・シュトローベル パトリック・グロツキ カイ・ヘフナー アンドレアス・ウォルフ ユリウス・キューン クリスティアン・ディッシンガー パウル・ドルクス |
| 2020 東京             | フランス (FRA) ネディム・レミリ ロメン・ラガルド メルビン・リシャールソン ディカ・メム ニコラ・トゥルナ バンサン・ジェラール ニコラ・カラバティッチ カンタン・マエ ヤン・ジャンティ ティモテ・エンゲサン リュック・アバロ ミカエル・ギグー ルカ・カラバティッチ リュドビク・ファブレガス ユーゴ・ドスカ バランタン・ポルト | デンマーク (DEN) ニクラス・ラニン マグヌス・ラニン エミル・ヤコブセン マグヌス・サウグストルプ ラッセ・スバン ケウィン・メラー ヘンリク・メルゴール マッズ・メンサ ヘンリク・トフト・ハンセン ミケル・ハンセン モーデン・オルセン ヨハン・ハンセン ラッセ・アンデション ヤコブ・ホルム マティアス・ギセル | スペイン (ESP) ゴンサロ・ペレス・デ・バルガス・モレノ エドゥアルド・グルビンド・マルティネス ホルヘ・マケーダ・ペーニョ アンヘル・フェルナンデス・ペレス ラウル・エントレリオス・ロドリゲス アレックス・ドゥフシェバエフ・ドビチェバエバ ダニエル・サルミエント・メリアン ロドリゴ・コラレス・ロダル ユレン・アギナガルデ・アキス フェラン・ソレ・サラ アドリアン・フィゲラス・トレホ ビラン・モロス・デ・アルヒラ アントニオ・ガルシア・ロブレド アレイクス・ゴメス・アベジョ ヘデオン・グアルディオラ・ビジャプラナ ミゲル・サンチェス＝ミガジョン・ナランホ |

## 女子
| 大会名                | 金 | 銀 | 銅 |
| --------------------- | --- | --- | --- |
| 1976 モントリオール   | ソビエト連邦 アルドナ・ネネーニエネー ニーナ・ロボワ リュドミラ・パンチュク ラリサ・カルロワ ナタリア・ティモシキナ ラフィガ・シャバロワ リューボフ・オジノコワ ジナイダ・トゥルチナ テチアナ・コチェルギナ マリア・リトシチェンコ リュドミラ・ポラドニク タチアナ・グルシチェンコ リュドミラ・シュビナ ガリナ・ザハロワ | 東ドイツ Hannelore Zober Gabriele Badorek Evelyn Matz ロズヴィータ・クラウゼ クリスティーナ・ロスト ペトラ・ウーリッヒ クリスティーナ・フォス Liane Michaelis Silvia Siefert Marion Tietz クリスティーナ・リヒター＝ホーフムート Eva Paskuy ヴァルトラウト・クレツシュマール Hannelore Burosch                                                                                   | ハンガリー ブイドソー・アーゴタ メジェリネー・マールタ トート・ハルシャーニ・ボルバーラ ラキネー・カタリン シュテルビンスキ・アマーリア ナジ・イロナ チークネー・クラーラ レルケシュネー・ロザーリア ヴァダースネー・マーリア ネーメト・エルジェーベト アンジャル・エーヴァ ベルジェニ・マーリア ナジ・マリアナ ケージネー・ズザナ                                                |
| 1980 モスクワ         | ソビエト連邦 ナタリア・ティモシキナ ラリサ・カルロワ イリーナ・パルチコワ ジナイダ・トゥルチナ タチアナ・コチェルギナ リュドミラ・ポラドニク ラリサ・サブキナ アルドナ・ネネーニエネー ユリア・サフィナ Olga Zubareva Valentina Lutaeva リューボフ・オディノコワ シギータ・ストレチェン ナタリア・ルキアネンコ | ユーゴスラビア アナ・ティトリッチ スラヴィツァ・イェレミッチ ゾリツァ・ヴォイノヴィッチ ラドミラ・ドルリャチャ カティツァ・イレシュ ミリャーナ・オグニェノヴィッチ スヴェトラーナ・アナスタソヴスカ ラドミラ・サヴィッチ スヴェトラーナ・キティッチ ミリャーナ・ジュリツァ ビセルカ・ヴィシュニイッチ ヴェスナ・ラドヴィッチ ヤスナ・コラル＝メルダン ヴェスナ・ミロシェヴィッチ | 東ドイツ Hannelore Zober カトリン・クリューゲル エフェリン・マッツ ロズヴィータ・クラウゼ クリスティーナ・ロスト ペトラ・ウーリヒ クラウディア・ヴンダーリッヒ Sabine Röther コルネリア・クニシュ Marion Tietz クリスティーナ・リヒター ヴァルトラウト・クレッツシュマール ビルギット・ハイネッケ レナーテ・ルドルフ                                                              |
| 1984 ロサンゼルス     | ユーゴスラビア ヤスナ・プトゥイェツ ゾリツァ・パヴィチェヴィッチ リュビンカ・ヤンコヴィッチ スヴェトラーナ・アナスタソヴスカ スヴェトラーナ・ムゴシャ＝アンティッチ エミリヤ・エルチッチ アレンカ・ツデルマン スヴェトラーナ・ムゴシャ＝アンティット ミリャーナ・ジュリツァ ビセルカ・ヴィシュニイッチ スラヴィツァ・ジュキッチ ヤスナ・コラル＝メルダン ミリャーナ・オグニェノヴィッチ リイリャーナ・ムゴシャ ドラギツァ・ジュリッチ | 韓国 Kyung-Soon Kim Soon-Ei Lee Hyoi-Soon Jeong Mi-Sook Kim Hwa-Soo Han Ok-Hwa Kim Choon-Rye Kim Soon-Book Jeong Byung-Soon Yoon Young-Ja Lee Kyung-Hwa Sung Soo-Kyung Yoon Mi-Ha Son | 中国 武邢江 何剣平 朱覚鳳 張維紅 高秀敏 王琳煒 劉莉萍 孫秀蘭 劉玉梅 李蘭 王明星 陳珍 張佩君 |
| 1988 ソウル           | 韓国 Song Ji-Hyun Han Hyun-Sook Kim Choon-Rye Kim Myung-Soon Lee Ki-Soon Kim Hyun-Mee Kim Mi-Sook Suk Min-Hee Son Mi-Ha Lim Mi-Kyung Kim Kyung-Soon Sung Kyung-Hwa | ノルウェー Cathrine Svendsen Heidi Sundal Hanne Hegh Hanne Hogness Karin Singstad Trine Haltvik Ingrid Steen Karin Pettersen Annette Skottvoll Kristin Midthun Kjerstin Andersen Berit Digre Susann Goksør Marte Eliasson Vibeke Johnsen | ソビエト連邦 Natalya Mitryuk ラリサ・カルロワ ジナイダ・トゥルチナ マリナ・ボザノワ ナタリア・モルスコワ タチアナ・ゴルブ オレーナ・ネマシカロ Tatyana Djandjgava ナタリア・アニシモワ スベトラーナ・マンコワ エフゲニーヤ・トブストガン オルガ・セメノワ ナタリア・ルスナチェンコ エレーナ・グセワ                                                                               |
| 1992 バルセロナ       | 韓国 Hyang-Ja Moon Eun-Young Nam Ho-Youn Lee Mi-Young Lee Jeong-Ho Hong 林五卿 Hye-Sook Min Jeong-Lim Park 呉成玉 Ri-Ra Jang Hwa-Sook Kim Kap-Sook Park Jae-Kyung Cha | ノルウェー Hege Kirsti Frøseth Tonje Sagstuen Hanne Hogness Heidi Sundal Susann Goksør Cathrine Svendsen Mona Dahle Siri Eftedal Henriette Henriksen Ingrid Steen Karin Pettersen Annette Skotvoll Kristine Duvholt Heidi Tjugum | EUN スベトラーナ・ボグダノワ ナタリア・デリュギナ ガリナ・オノプリエンコ タチアナ・ゴルブ ナタリア・モルスコワ Lioudmila Goduz スベトラーナ・プリャヒナ ナタリア・アニシモワ ガリナ・ボルゼンコワ Tatiana Djandjgava |
| 1996 アトランタ       | デンマーク リーネ・ランタラ アネ・ドーデ・タネロプ カミラ・アナセン ティーナ・ボトゾー アネデ・ホフマン アニャ・ハンセン マリエーネ・フロアマン ヤネ・コリング コニー・ハマン アニャ・アナセン ギデ・マセン ギデ・スーネセン ハイディ・アストロプ トニェ・ケーゴー スサネ・ラウリトセン クリスティーネ・アナセン | 韓国 Hyang-Ja Moon Soon-Young Huh Mi-Sam Kim Sun-Hee Han Hye-Jeong Kwag 林五卿 Rang Kim Jeong-Mi Kim 呉成玉 Jeong-Ho Hong Jeong-Lim Park 呉令蘭 Jeong-Lim Park Eun-Mi Kim 李尚恩 Eun-Hee Cho Cheong-Ship Kim | ハンガリー メクス・アニコー マーテーフィ・エステル マーチャーシュ・アウグスタ トート・ベアトリクス パーダール・イルディコー コチシュ・エルジェーベト ネーメト・ヘルガ シティ・ベアータ エルデーシュ・エーヴァ カーントル・アニコー ホフマン・ベアータ ナジ・アニコー ケケーニ・ベアトリクス ファルカシュ・アンドレア シラージ・カタリン サーントー・アナ                          |
| 2000 シドニー         | デンマーク リーネ・ランタラ カミラ・アナセン ティーナ・ボトゾー ヤネ・コリング トニェ・ケーゴー カーアン・ブレズゴー カトリーネ・フルーロン マイア・グランベク クリスティーナ・ハンセン アネデ・ホフマン ロデ・ケアスコウ カーリン・モーテンセン アニャ・ニールセン レゲ・ピーダセン メテ・ヴェスタゴー | ハンガリー ファルカシュ・アンドレア シミツ・ユディト パーダール・イルディコー ナジ・アニコー デリ・リタ ラドゥロヴィツ・ボヤナ ピグニツキ・クリスティナ ファルカシュ・アーグネシュ カーントル・アニコー シティ・ベアータ ケケーニ・ベアトリクス パーリンゲル・カタリン レーウィ・ドーラ クルチャール・アニタ バログ・ベアトリクス                                                | ノルウェー Kristine Duvholt Trine Haltvik Heidi Tjugum Susann Goksør-Bjerkrheim Ann Cathrin Eriksen Kjersti Grini Elisabeth Hilmo Mia Hundvin Tonje Larsen Cecilie Leganger Jeanette Nilsen Marianne Rokne Brigitte Sættem Monica Sandve Else-Marthe Sørlie |
| 2004 アテネ           | デンマーク ルイーセ・ナアゴー レゲ・スコウ ヘンリエデ・ミゲルセン メテ・ヴェスタゴー レゲ・ヤアアンセン カミラ・トムセン カーリン・モーテンセン ロデ・ケアスコウ トリーネ・イェンセン カトリーネ・フルーロン レゲ・スミト クリスティン・アナセン カーアン・ブレズゴー リーネ・ダウゴー ヨセフィーネ・トゥレイ | 韓国 崔任貞 禹仙姫 許英淑 張素姫 金且妍 金賢玉 李公主 李尚恩 林五卿 文景河 文弼姫 明福姫 呉成玉 呉令蘭 許順栄 | ウクライナ アナスタシア・ボロディナ ナタリア・ボリセンコ ガンナ・ブルミストロワ イリーナ・ホンチャロワ ナタリア・リャピナ ガリナ・マルクシェフスカ オレナ・ラドチェンコ オクサナ・ライヘル リュドミラ・シェフチェンコ テチャナ・シンカレンコ ガンナ・シウカロ オレナ・ツシギトサ マリナ・フェルゲリュク オレナ・ヤツェンコ ラリサ・ザスパ                                         |
| 2008 北京             | ノルウェー ラグンヒル・オーモット キャロライン・デーレ・ブレイバン マリット・マルム・フラフィョル グロ・ハンメルセン カトリネ・ルンデ・ハラルトセン カリ・オールビク・グリンスベ カリ・メッテ・ヨハンセン トニエ・ラルセン クリスティン・ルンデ エルセ＝マルテ・セルリ・リベック トーニェ・セストボル カッチャ・ニーベルグ リン＝クリスティン・リーゲルフス ゲリル・スノルローゲン                                                    | ロシア エカテリーナ・アンドリュシナ イリーナ・ブリズノワ エレーナ・ドミトリノワ アナ・カレーワ エカテリーナ・マレニコワ エレーナ・ポレノワ リュドミラ・ポストノワ イリーナ・ポルタツカヤ オクサナ・ロメンスカヤ ナタリア・シピロワ マリア・シドロワ イナ・ススリナ エミリア・ツレイ ヤナ・ウスコワ                                                                               | 韓国 呉令蘭 金温児 許順栄 宋海林 金南善 金且妍 呉成玉 洪政浩 朴貞嬉 李珉希 安貞花 裵珉姫 崔任貞 文弼姫 |
| 2012 ロンドン         | ノルウェー カリー・オールビク・グリムスペ イダ・アルスタッド ヘイディ・レーケ トニエ・ネストボル カロリネ・デーレ・ブレイバン クリスティーネ・ルンデ＝ボルゲルセン カリ・メッテ・ヨハンセン マリット・マルム・フラフョル リン・イェルム・スラン カトリン・ルンデ・ハラルトセン リン＝クリスティン・コレン ゲリル・スノロエゲン アマンダ・クルトビッチ カミラ・ヘレム                                                                  | モンテネグロ マリナ・ブクチェビッチ ラドミラ・ミリャニッチ ヨバンカ・ラディチェビッチ アナ・ジョキッチ マリヤ・ヨバノビッチ アナ・ラドビッチ アンジェラ・ブラトビッチ ソニア・バリャクタロビッチ マヤ・サビッチ ボヤナ・ポポビッチ スザナ・ラゾビッチ カタリナ・ブラトビッチ マイダ・メフメドビッチ ミレナ・クネジェビッチ                                                       | スペイン アンドレア・バルノ カルメン・マルティン ネリー・アルベルト ベアトリス・フェルナンデス ベロニカ・クアドラド マルタ・マングエ マカレナ・アグイラール シルビア・ナバーロ イェシカ・アロンソ エリサベト・ピネド ボゴナ・フェルナンデス バネサ・アモロス パトリシア・エロルザ ミハエラ・シオバヌ                                                                              |
| 2016 リオデジャネイロ | ロシア アンナ・セドイキナ ポリーナ・クズネツォワ ダリア・ドミトリエワ アンナ・セン オルガ・アコピアン アンナ・ビャヒレヴァ マリナ・スダコバ ヴラドレーナ・ボブロヴニコヴァ ヴィクトリア・ジリンスカイテ エカテリーナ・マレニコワ イリーナ・ブリズノワ エカテリーナ・イリナ マーヤ・ペトロワ タチアナ・エローヒナ ヴィクトリア・カリニナ                                                                                               | フランス ローラ・グラウザー ブランディヌ・ダンセット カミーユ・エイグロン アリソン・ピノー ロリサ・ランドレ ラース・ザーディ マリー・プルヴェンシエ アマンディーヌ・レノー マノン・ウェット シラバ・デンベレ クロエ・ブルックス ベアトリス・エドウィジュ エステル・ヌゼ・ミンコ グノシアーヌ・ニオンブラ アレキサンドラ・ラクラベル                                              | ノルウェー カリ・オルビク・グリムスボ マリ・モリード エミリー・ヘグ・アーンツェン イダ・アルスタッド ヴェロニカ・クリスチャンセン ハイディ・ローケ ノーラ・モルク スティーヌ・ブレダル・オフテダル マリット・マルム・フラフィヨル カトリン・ルンデ リン＝クリスティン・リーゲルフート・コレン アマンダ・クルトビッチ カミラ・ヘレム サンナ・ソールベリ                            |
| 2020 東京             | フランス (FRA) メリーヌ・ノカンディ ブランディーヌ・ダンセット ポリーヌ・コアタネア クロエ・バランティニ アリゾン・ピノー コラリー・ラスルス グラース・ザーディ・デュナ アマンディーヌ・レイノー カリディアトゥ・ニアカテ クレオパトル・ダルルー オセアーヌ・セルシアン＝ユゴラン ローラ・フリップス ベアトリス・エドウィジ ポレタ・フォッパ エステル・ンズ・マンコ アレクサンドラ・ラクラベール                                      | ROC (ROC) アンナ・セドイキナ ポリーナ・クズネツォワ ポリーナ・ゴルシコワ ダリア・ドミトリエワ アンナ・セン アンナ・ビャヒレワ ポリーナ・ベデヒナ ウラドレーナ・ボブロフニコワ クセニア・マケエワ エレーナ・ミハイリチェンコ オリガ・フォミナ エカテリーナ・イリーナ ユリヤ・マナガロワ アントニナ・スコロボガチェンコ ビクトリア・カリニーナ                                     | ノルウェー (NOR) ヘンニ・レイスタ ベロニカ・クリスティアンセン マリット・マルム・フラフィヨール スティネ・スコグラン ノラ・メルク スティネ・ブレダル・オフテダル シリエ・ソルベルグ カリ・ブラトセト・ダーレ カトリーネ・ルンデ マリット・ヤコブセン カミラ・ヘレム サンナ・ソルベルグ・イサクセン クリスティーネ・ブレイステル マルタ・トマッチ ビルデ・インゲボルク・ヨハンセン |